# OpenMoko
OpenMoko was een project voor het creëren van een open GSM-smartphoneplatform, volgens de FOSS-filosofie. Het was gebaseerd op Linux en gebruikte het ipkg-systeem voor het installeren en verwijderen van software.
Het bestond uit een softwaredistributie, en een telefoontoestel. OpenMoko het bedrijf, was een in 2007 afgesplitst onderdeel van FIC.

## Software
De software maakt gebruik van een zelfontwikkelde userinterface op basis van Kdrive (X11), GTK+ en Matchbox. De software is op het moment nog aan zware verandering onderhevig, maar er is al veel verbetering te zien. De userinterface is al meerdere keren grondig veranderd.
Er is ondertussen een alternatieve distributie op de telefoon te draaien op basis van het QTopia platform. Deze wordt door makers Trolltech gebruikt om als referentiemodel te dienen voor hun eigen smartphone-platform.
Ondertussen is de software ook geschikt gemaakt voor andere telefoons, zoals de Palm Treo 650, Palm TX, Motorola E680i, Motorola A780, Motorola A1200E, HTC Universal en de HTC Magician.

## Hardware

### Algemene kenmerken
Scherm: 2.8" 480x640 met 285 ppi
Processor: Neo1973: 266MHz / Freerunner: 400MHz
Ram: 128MB
Opslag: Neo1973: 64MB / Freerunner: 256MB
Maten 120.7 x 62 x 18.5 mm

### Neo1973
De eerste verschenen OpenMoko-hardware is de OpenMoko Neo1973 (codenaam GTA01Bv4). Deze wordt door OpenMoko vanaf 9 juli 2007 tegen een prijs van US$300 verkocht, en er is ook een versie te koop met debugboard voor US$400.
Neo betekent nieuw en 1973 is het jaar waarin de eerste draadloze telefooncommunicatie tot stand kwam.
At this point, we should tell you why we chose the name "Neo1973." "Neo" means new. Dr. Marty Cooper (the inventor of the mobile phone) made the first call ever in 1973.
Het doel is dat de telefoon, gebaseerd op open source opnieuw een revolutie zal betekenen voor de wereld van de communicatie. Echter, het is van meerdere factoren afhankelijk of de Neo1973 dit alleen zal kunnen bereiken. Op 5 november 2007 heeft ook Google een open-source platform op basis van Linux voor mobiele telefonie aangekondigd.

### Neo Freerunner
Het tweede OpenMoko model is de OpenMoko Neo Freerunner (codenaam GTA02). Dit model onderscheidt zich van de Neo1973 door de aanwezigheid van een snellere processor, betere grafische chip, wifi, USB-hostfunctie, gps en 3axis motions-sensoren (2).